# Giải bóng đá vô địch quốc gia Bỉ 2023–24
Giải bóng đá vô địch quốc gia Bỉ 2023–24 (tên chính thức là Jupiler Pro League vì lý do tài trợ) là mùa giải thứ 121 của giải bóng đá hàng đầu ở Bỉ.

## Thay đổi thể thức
Sau 3 mùa giải, Giải bóng đá vô địch quốc gia Bỉ trở lại thể thức "cũ" với số đội giảm từ 18 xuống 16 và có các vòng play-off tương tự như trước Covid-19. Sau mùa giải thông thường, sáu đội đứng đầu sẽ đủ điều kiện tham dự Play-off Vô địch (thường được gọi là "Play-off I"), các đội từ vị trí thứ 7 đến 12 sẽ đủ điều kiện tham dự Play-off Châu Âu (thường được gọi là "Play-off II"), nhưng quan trọng nhất là số đội xuống hạng tăng từ một lên hai hoặc ba, vì bốn đội cuối bảng (13 đến 16) sẽ chơi vòng Play-off trụ hạng. Sau khi hoàn thành, hai đội đứng cuối sẽ xuống hạng trực tiếp, và đội xếp thứ 14 chung cuộc sẽ đấu với đội đứng thứ 3 của Challenger Pro League để giành vị trí cuối cùng tại Giải bóng đá vô địch quốc gia Bỉ 2024–25.

## Các đội
Do sự thay đổi thể thức giải đấu làm giảm số đội từ 18 xuống 16 nên ba đội cuối bảng đã bị xuống hạng Challenger Pro League: Oostende (sau 10 mùa giải), Seraing (sau 2 mùa giải) và Zulte Waregem (sau 18 mùa giải) và được thay thế bởi một đội là RWD Molenbeek, đội vô địch Challenger Pro League 2022–23. Về mặt chính thức, câu lạc bộ này sẽ chơi mùa giải đầu tiên ở giải đấu hàng đầu Bỉ, nhưng câu lạc bộ này tự coi mình là người kế thừa của RWD Molenbeek, thành lập năm 1909, nhà vô địch Bỉ một thời, đội chơi ở cấp độ cao nhất vào năm 2002. Một đội kế thừa khác biệt có tên tương tự RWDM Brussels cũng đã chơi 4 mùa giải ở đẳng cấp cao nhất từ 2004 đến 2008.

### Sân vận động
| Câu lạc bộ     | Địa điểm               | Sân vận động                 | Sức chứa |
| -------------- | ---------------------- | ---------------------------- | -------- |
| Anderlecht     | Anderlecht, Brussels   | Constant Vanden Stock        | 21.500   |
| Antwerp        | Antwerp                | Bosuilstadion                | 16.144   |
| Cercle Brugge  | Bruges                 | Jan Breydel                  | 29.042   |
| Charleroi      | Charleroi              | Pays de Charleroi            | 14.000   |
| Club Brugge    | Bruges                 | Jan Breydel                  | 29.042   |
| Eupen          | Eupen                  | Kehrwegstadion               | 08.363   |
| Genk           | Genk                   | Cegeka Arena                 | 24.956   |
| Gent           | Ghent                  | Ghelamco Arena               | 20.000   |
| Kortrijk       | Kortrijk               | Guldensporen                 | 09.399   |
| Mechelen       | Mechelen               | Achter de Kazerne            | 16.700   |
| OH Leuven      | Leuven                 | Den Dreef                    | 10.000   |
| RWD Molenbeek  | Molenbeek, Brussels    | Sân vận động Edmond Machtens | 12.266   |
| Sint-Truiden   | Sint-Truiden           | Stayen                       | 14.600   |
| Standard Liège | Liège                  | Maurice Dufrasne             | 30.023   |
| Union SG       | Saint-Gilles, Brussels | Joseph Marien                | 09.400   |
| Westerlo       | Westerlo               | Het Kuipje                   | 08.035   |

### Số đội theo vùng
| Số đội | Vùng            | Đội                                    |
| ------ | --------------- | -------------------------------------- |
| 3      | Antwerp         | Antwerp, Mechelen và Westerlo          |
| 3      | Brussels        | Anderlecht, RWD Molenbeek và Union SG  |
| 3      | West Flanders   | Cercle Brugge, Club Brugge và Kortrijk |
| 2      | Limburg         | Genk và Sint-Truiden                   |
| 2      | Liège           | Eupen và Standard Liège                |
| 1      | East Flanders   | Gent                                   |
| 1      | Flemish Brabant | Oud-Heverlee Leuven                    |
| 1      | Hainaut         | Charleroi                              |

### Nhân sự và trang phục
| Câu lạc bộ     | Huấn luyện viên     | Nhà sản xuất trang phục | Nhà tài trợ áo đấu (phía trước)                    | Nhà tài trợ áo đấu (phía sau)          | Nhà tài trợ áo đấu (tay áo)       | Nhà tài trợ quần                              |
| -------------- | ------------------- | ----------------------- | -------------------------------------------------- | -------------------------------------- | --------------------------------- | --------------------------------------------- |
| Anderlecht     | Brian Riemer        | Joma                    | DVV Insurance (H)/Candriam (A)                     | Không có                               | Napoleon Games                    | Không có                                      |
| Antwerp        | Mark van Bommel     | Jako                    | betFIRST                                           | Heylen Vastgoed, Ghelamco              | Không có                          | Không có                                      |
| Cercle Brugge  | Miron Muslic        | Kappa                   | Golden Palace Casino Sports                        | Liantis, Callant Insurance             | Volvo Automobilia, Brugge         | Autoverhuur Meerschaert, Callant Insurance    |
| Charleroi      | Rik De Mil          | Kipsta                  | Unibet, R-Aqua, Cairox                             | QNT Sport                              | Không có                          | UMons                                         |
| Club Brugge    | Nicky Hayen         | Macron                  | Unibet                                             | Allianz                                | BWT                               | Không có                                      |
| Eupen          | vị trí trống        | Adidas                  | Aspire Academy, Ostbelgien                         | Không có                               | Johnen Automobile                 | Không có                                      |
| Genk           | Wouter Vrancken     | Nike                    | Beobank, EAZER                                     | CEO's 4 Climate, Carglass              | Aqua-Step HDM                     | Cegeka, Carglass                              |
| Gent           | Hein Vanhaezebrouck | Craft                   | Bâloise                                            | Circus Belgium, Vdk bank               | Hyundai                           | APF Autoparts, Vdk bank                       |
| Kortrijk       | Freyr Alexandersson | Erreà                   | AGO Jobs & HR, Unibet                              | Brustor, Earth Belgium, Caps Fuel Card | NOVA                              | Unibet, Caps Fuel Card                        |
| Mechelen       | Besnik Hasi         | Erreà                   | Telenet, Groep Verelst, Play Sports, AFAS Software | AFAS Software                          | Không có                          | Arco Information, Golden Palace Casino Sports |
| OH Leuven      | Óscar García        | Stanno                  | Star Casino                                        | Tegel Concept                          | Banqup                            | Không có                                      |
| RWD Molenbeek  | Bruno Irles         | Kipsta                  | Golden Palace Casino Sports                        | M&G Cleaning                           | Không có                          | Liften De Weghe, Tadal                        |
| Sint-Truiden   | Thorsten Fink       | Macron                  | ‎Nishitan Clinic, DMM.com, City Creation, Maruhan   | Sint Truiden                           | Asahi Kasei, Maruhan              | Pauli Beton, Star Casino                      |
| Standard Liège | Ivan Leko           | Adidas                  | VOO                                                | Circus Belgium                         | Cainiao                           | Không có                                      |
| Union SG       | Alexander Blessin   | Nike                    | Loterie Nationale/Hey! Telecom (trận đấu UEFA)     | Hey! Telecom                           | Không có                          | Không có                                      |
| Westerlo       | vị trí trống        | Nike                    | Soudal                                             | Casino777, Arma Global                 | Keukens Vanlommel, Voetbalshop.be | Soloya                                        |

### Thay đổi huấn luyện viên
| Đội            | HLV ra đi                | Lý do                             | Ngày ra đi            | Vị trí                     | Thay bởi                                                     | Ngày ký    |
| -------------- | ------------------------ | --------------------------------- | --------------------- | -------------------------- | ------------------------------------------------------------ | ---------- |
| Club Brugge    | Rik De Mil               | Người thay thế                    | Cuối mùa giải 2022–23 | Trước mùa giải             | Ronny Deila                                                  | 5/6/2023   |
| Eupen          | Edward Still             | Sự đồng thuận                     | Cuối mùa giải 2022–23 | Trước mùa giải             | Florian Kohfeldt                                             | 8/6/2023   |
| Kortrijk       | Bernd Storck             | Sự đồng thuận                     | Cuối mùa giải 2022–23 | Trước mùa giải             | Edward Still                                                 | 2/7/2023   |
| Sint-Truiden   | Bernd Hollerbach         | Sự đồng thuận                     | Cuối mùa giải 2022–23 | Trước mùa giải             | Thorsten Fink                                                | 16/5/2023  |
| Standard Liège | Geoffrey Valenne         | Người thay thế                    | Cuối mùa giải 2022–23 | Trước mùa giải             | Carl Hoefkens                                                | 16/6/2023  |
| Union SG       | Karel Geraerts           | Không tìm thấy thỏa thuận gia hạn | 21/6/2023             | Trước mùa giải             | Alexander Blessin                                            | 3/7/2023   |
| RWD Molenbeek  | Vincent Euvrard          | Sa thải                           | 24/7/2023             | Trước mùa giải             | Caçapa                                                       | 25/7/2023  |
| Kortrijk       | Edward Still             | Sa thải                           | 25/9/2023             | thứ 16                     | Joseph Akpala (tạm thời)                                     | 25/9/2023  |
| Kortrijk       | Edward Still             | Sa thải                           | 25/9/2023             | thứ 16                     | Glen De Boeck                                                | 2/10/2023  |
| OH Leuven      | Marc Brys                | Sa thải                           | 13/10/2023            | thứ 14                     | Eddy Vanhemel (tạm thời)                                     | 13/10/2023 |
| OH Leuven      | Marc Brys                | Sa thải                           | 13/10/2023            | thứ 14                     | Óscar García                                                 | 5/11/2023  |
| Mechelen       | Steven Defour            | Sa thải                           | 2/11/2023             | thứ 13                     | Frederik Vanderbiest (tạm thời)                              | 2/11/2023  |
| Mechelen       | Steven Defour            | Sa thải                           | 2/11/2023             | thứ 13                     | Besnik Hasi                                                  | 8/11/2023  |
| OH Leuven      | Eddy Vanhemel            | Người thay thế                    | 5/11/2023             | thứ 13                     | Óscar García                                                 | 5/11/2023  |
| Mechelen       | Frederik Vanderbiest     | Người thay thế                    | 8/11/2023             | thứ 14                     | Besnik Hasi                                                  | 8/11/2023  |
| Westerlo       | Jonas De Roeck           | Sa thải                           | 2/12/2023             | thứ 15                     | Bart Goor (tạm thời)                                         | 2/12/2023  |
| Kortrijk       | Glen De Boeck            | Sa thải                           | 6/12/2023             | thứ 16                     | Joseph Akpala (tạm thời)                                     | 6/12/2023  |
| Westerlo       | Bart Goor (tạm thời)     | Người thay thế                    | 12/12/2023            | thứ 14                     | Rik De Mil                                                   | 12/12/2023 |
| Standard Liège | Carl Hoefkens            | Sa thải                           | 31/12/2023            | thứ 9                      | Ivan Leko                                                    | 4/1/2024   |
| Kortrijk       | Joseph Akpala (tạm thời) | Tạm quyền                         | 5/1/2024              | thứ 16                     | Freyr Alexandersson                                          | 5/1/2024   |
| RWD Molenbeek  | Caçapa                   | Sa thải                           | 11/2/2024             | thứ 14                     | Bruno Irles                                                  | 14/2/2024  |
| Eupen          | Florian Kohfeldt         | Từ chức                           | 16/3/2024             | thứ 14                     | Kristoffer Andersen & Raphaël Fèvre                          | 25/3/2024  |
| Club Brugge    | Ronny Deila              | Sa thải                           | 18/3/2024             | thứ 4                      | Nicky Hayen (tạm thời)                                       | 18/3/2024  |
| Westerlo       | Rik De Mil               | Sa thải                           | 19/3/2024             | thứ 11                     | Bart Goor (tạm thời)                                         | 19/3/2024  |
| Charleroi      | Felice Mazzù             | Sa thải                           | 20/3/2024             | thứ 13                     | Rik De Mil                                                   | 22/3/2024  |
| RWD Molenbeek  | Bruno Irles              | Sa thải                           | 23/3/2024             | thứ 16                     | Yannick Ferrera                                              | 23/3/2024  |
| Genk           | Wouter Vrancken          | Sự đồng thuận                     | 9/5/2024              | thứ 4 (Play-off Champions) | Domenico Olivieri, Michel Ribeiro & Eddy Vanhemel (tạm thời) | 9/5/2024   |

## Bảng xếp hạng

### Mùa giải thông thường
| VT | Đội            | ST | T  | H  | B  | BT | BB | HS  | Đ  | Giành quyền tham dự hoặc xuống hạng |
| -- | -------------- | -- | -- | -- | -- | -- | -- | --- | -- | ----------------------------------- |
| 1  | Union SG       | 30 | 21 | 7  | 2  | 63 | 31 | +32 | 70 | Tham dự Europa League và play-off I |
| 2  | Anderlecht     | 30 | 18 | 9  | 3  | 58 | 30 | +28 | 63 | Tham dự play-off I                  |
| 3  | Antwerp        | 30 | 14 | 10 | 6  | 55 | 27 | +28 | 52 | Tham dự play-off I                  |
| 4  | Club Brugge    | 30 | 14 | 9  | 7  | 62 | 29 | +33 | 51 | Tham dự play-off I                  |
| 5  | Cercle Brugge  | 30 | 14 | 5  | 11 | 44 | 34 | +10 | 47 | Tham dự play-off I                  |
| 6  | Genk           | 30 | 12 | 11 | 7  | 51 | 31 | +20 | 47 | Tham dự play-off I                  |
| 7  | Gent           | 30 | 12 | 11 | 7  | 53 | 38 | +15 | 47 | Tham dự play-off II                 |
| 8  | Mechelen       | 30 | 13 | 6  | 11 | 39 | 34 | +5  | 45 | Tham dự play-off II                 |
| 9  | Sint-Truiden   | 30 | 10 | 10 | 10 | 35 | 46 | −11 | 40 | Tham dự play-off II                 |
| 10 | Standard Liège | 30 | 8  | 10 | 12 | 33 | 41 | −8  | 34 | Tham dự play-off II                 |
| 11 | Westerlo       | 30 | 7  | 9  | 14 | 42 | 54 | −12 | 30 | Tham dự play-off II                 |
| 12 | OH Leuven      | 30 | 7  | 8  | 15 | 34 | 47 | −13 | 29 | Tham dự play-off II                 |
| 13 | Charleroi      | 30 | 7  | 8  | 15 | 26 | 48 | −22 | 29 | Tham dự play-off trụ hạng           |
| 14 | Eupen          | 30 | 7  | 3  | 20 | 24 | 58 | −34 | 24 | Tham dự play-off trụ hạng           |
| 15 | Kortrijk       | 30 | 6  | 6  | 18 | 22 | 57 | −35 | 24 | Tham dự play-off trụ hạng           |
| 16 | RWD Molenbeek  | 30 | 5  | 8  | 17 | 31 | 67 | −36 | 23 | Tham dự play-off trụ hạng           |

1. ↑  Đội vô địch mùa giải thông thường sẽ đủ điều kiện tham dự Europa League nếu không đủ điều kiện tham dự Champions League ở vòng play-off.

### Vị trí theo vòng
Bảng liệt kê vị trí của các đội sau mỗi vòng thi đấu. Để duy trì các diễn biến theo trình tự thời gian, bất kỳ trận đấu bù nào (vì bị hoãn) sẽ không được tính vào vòng đấu mà chúng đã được lên lịch ban đầu, mà sẽ được thêm vào vòng đấu diễn ra ngay sau đó.
| Đội ╲ Vòng | 1          | 2  | 3  | 4  | 5  | 6  | 7  | 8  | 9  | 10 | 11 | 12 | 13 | 14 | 15 | 16 | 17 | 18 | 19 | 20 | 21 | 22 | 23 | 24 | 25 | 26 | 27 | 28 | 29 | 30 |   |
| ---------- | ---------- | -- | -- | -- | -- | -- | -- | -- | -- | -- | -- | -- | -- | -- | -- | -- | -- | -- | -- | -- | -- | -- | -- | -- | -- | -- | -- | -- | -- | -- | - |
| Đội ╲ Vòng | Anderlecht | 15 | 9  | 7  | 4  | 2  | 3  | 3  | 4  | 3  | 2  | 2  | 2  | 2  | 2  | 2  | 2  | 2  | 2  | 2  | 2  | 2  | 2  | 2  | 2  | 2  | 2  | 2  | 2  | 2  | 2 |
| Antwerp    | 4          | 8  | 4  | 5  | 7  | 8  | 5  | 5  | 5  | 4  | 6  | 7  | 6  | 5  | 5  | 4  | 4  | 4  | 5  | 6  | 6  | 6  | 5  | 4  | 4  | 4  | 4  | 4  | 4  | 3  |   |
| Cercle     | 13         | 7  | 10 | 9  | 6  | 4  | 7  | 8  | 8  | 7  | 5  | 5  | 5  | 6  | 4  | 6  | 7  | 7  | 6  | 7  | 7  | 7  | 7  | 6  | 5  | 6  | 5  | 5  | 7  | 5  |   |
| Charleroi  | 11         | 14 | 11 | 12 | 12 | 13 | 14 | 14 | 14 | 12 | 9  | 10 | 12 | 13 | 12 | 12 | 12 | 12 | 13 | 12 | 12 | 13 | 11 | 13 | 13 | 13 | 13 | 12 | 12 | 13 |   |
| Club       | 8          | 5  | 3  | 1  | 3  | 5  | 2  | 3  | 4  | 5  | 7  | 6  | 7  | 7  | 7  | 5  | 6  | 6  | 4  | 5  | 4  | 3  | 3  | 3  | 3  | 3  | 3  | 3  | 3  | 4  |   |
| Eupen      | 6          | 4  | 9  | 8  | 5  | 7  | 10 | 11 | 12 | 13 | 14 | 11 | 10 | 12 | 13 | 13 | 13 | 14 | 14 | 15 | 14 | 12 | 13 | 15 | 15 | 15 | 15 | 15 | 14 | 14 |   |
| Genk       | 1          | 6  | 5  | 6  | 8  | 9  | 6  | 6  | 6  | 6  | 4  | 4  | 4  | 4  | 6  | 7  | 5  | 5  | 7  | 4  | 5  | 5  | 6  | 7  | 7  | 7  | 6  | 6  | 5  | 6  |   |
| Gent       | 3          | 2  | 2  | 2  | 4  | 1  | 1  | 1  | 2  | 3  | 3  | 3  | 3  | 3  | 3  | 3  | 3  | 3  | 3  | 3  | 3  | 4  | 4  | 5  | 6  | 5  | 7  | 7  | 8  | 7  |   |
| Kortrijk   | 12         | 15 | 16 | 16 | 16 | 16 | 15 | 16 | 15 | 16 | 15 | 15 | 16 | 16 | 16 | 16 | 16 | 16 | 16 | 16 | 16 | 16 | 16 | 16 | 16 | 16 | 16 | 16 | 16 | 15 |   |
| Mechelen   | 9          | 13 | 12 | 11 | 9  | 6  | 9  | 10 | 10 | 11 | 13 | 14 | 14 | 11 | 10 | 10 | 10 | 11 | 9  | 10 | 9  | 8  | 9  | 8  | 9  | 8  | 8  | 8  | 6  | 8  |   |
| OH Leuven  | 10         | 12 | 15 | 13 | 14 | 12 | 13 | 12 | 13 | 14 | 12 | 13 | 13 | 14 | 14 | 14 | 15 | 15 | 15 | 14 | 15 | 15 | 14 | 12 | 12 | 12 | 12 | 13 | 13 | 12 |   |
| Molenbeek  | 16         | 10 | 8  | 10 | 11 | 11 | 11 | 9  | 9  | 10 | 11 | 12 | 11 | 10 | 11 | 11 | 11 | 10 | 11 | 13 | 13 | 14 | 15 | 14 | 14 | 14 | 14 | 14 | 15 | 16 |   |
| Union SG   | 2          | 1  | 1  | 3  | 1  | 2  | 4  | 2  | 1  | 1  | 1  | 1  | 1  | 1  | 1  | 1  | 1  | 1  | 1  | 1  | 1  | 1  | 1  | 1  | 1  | 1  | 1  | 1  | 1  | 1  |   |
| Truiden    | 5          | 3  | 6  | 7  | 10 | 10 | 8  | 7  | 7  | 9  | 10 | 9  | 9  | 8  | 9  | 8  | 8  | 8  | 8  | 8  | 8  | 9  | 8  | 9  | 8  | 9  | 9  | 9  | 9  | 9  |   |
| Standard   | 14         | 16 | 13 | 14 | 13 | 14 | 12 | 13 | 11 | 8  | 8  | 8  | 8  | 9  | 8  | 9  | 9  | 9  | 10 | 9  | 10 | 10 | 12 | 11 | 10 | 11 | 11 | 10 | 10 | 10 |   |
| Westerlo   | 7          | 11 | 14 | 15 | 15 | 15 | 16 | 15 | 16 | 15 | 16 | 16 | 15 | 15 | 15 | 15 | 14 | 13 | 12 | 11 | 11 | 11 | 10 | 10 | 11 | 10 | 10 | 11 | 11 | 11 |   |

## Kết quả

### Tỷ số
| Nhà \ Khách    | AND | ANT | CER | CHA | CLU | EUP | GNK | GNT | KVK | MEC | OHL | RWD | USG | STR | STA | WES |
| -------------- | --- | --- | --- | --- | --- | --- | --- | --- | --- | --- | --- | --- | --- | --- | --- | --- |
| Anderlecht     |     | 1–0 | 2–0 | 2–1 | 1–1 | 1–0 | 2–1 | 1–0 | 0–1 | 3–1 | 5–1 | 2–1 | 2–2 | 4–1 | 2–2 | 2–1 |
| Antwerp        | 1–1 |     | 1–0 | 4–1 | 2–1 | 4–1 | 3–2 | 0–0 | 6–0 | 0–1 | 1–0 | 0–0 | 1–1 | 3–0 | 6–0 | 2–2 |
| Cercle Brugge  | 0–3 | 1–3 |     | 2–0 | 1–1 | 2–0 | 0–1 | 2–0 | 3–0 | 2–3 | 3–2 | 4–0 | 0–2 | 4–1 | 1–1 | 2–1 |
| Charleroi      | 1–3 | 3–2 | 0–0 |     | 1–4 | 1–0 | 0–1 | 1–3 | 1–0 | 3–1 | 1–1 | 2–1 | 1–3 | 1–1 | 1–1 | 3–2 |
| Club Brugge    | 1–2 | 2–1 | 0–0 | 4–2 |     | 4–0 | 1–1 | 2–0 | 3–3 | 1–1 | 3–1 | 7–1 | 1–1 | 1–1 | 2–0 | 3–0 |
| Eupen          | 1–3 | 1–0 | 0–2 | 2–0 | 0–5 |     | 1–3 | 0–2 | 1–1 | 0–1 | 3–1 | 1–3 | 1–2 | 1–0 | 1–3 | 2–2 |
| Genk           | 1–1 | 3–0 | 1–1 | 0–0 | 0–3 | 0–1 |     | 2–2 | 4–0 | 4–0 | 3–1 | 3–1 | 0–1 | 3–3 | 1–0 | 3–3 |
| Gent           | 1–1 | 2–2 | 1–2 | 5–0 | 2–1 | 2–1 | 1–1 |     | 3–2 | 1–2 | 4–0 | 4–0 | 1–1 | 2–2 | 3–1 | 2–2 |
| Kortrijk       | 2–2 | 0–1 | 2–1 | 1–0 | 1–0 | 1–3 | 0–3 | 0–2 |     | 0–3 | 0–0 | 3–2 | 1–3 | 0–1 | 1–1 | 1–2 |
| Mechelen       | 2–2 | 0–0 | 0–2 | 1–0 | 0–0 | 1–0 | 1–1 | 0–1 | 3–0 |     | 1–2 | 3–1 | 4–0 | 0–2 | 3–0 | 3–1 |
| OH Leuven      | 1–1 | 1–1 | 1–2 | 0–0 | 0–1 | 3–0 | 2–1 | 1–1 | 3–0 | 1–0 |     | 1–2 | 0–2 | 4–0 | 1–2 | 0–2 |
| RWD Molenbeek  | 0–3 | 0–4 | 2–1 | 0–0 | 1–6 | 0–1 | 0–4 | 1–1 | 1–1 | 1–0 | 1–1 |     | 2–3 | 3–0 | 2–2 | 1–1 |
| Union SG       | 2–0 | 2–2 | 2–1 | 3–1 | 2–1 | 4–1 | 0–2 | 1–1 | 3–0 | 1–0 | 5–1 | 3–2 |     | 2–1 | 2–1 | 2–2 |
| Sint-Truiden   | 0–1 | 1–1 | 0–2 | 1–0 | 2–1 | 1–1 | 1–1 | 4–1 | 1–0 | 2–0 | 1–1 | 2–1 | 0–4 |     | 1–0 | 1–0 |
| Standard Liège | 3–2 | 0–1 | 0–1 | 0–0 | 2–1 | 4–0 | 1–0 | 4–2 | 0–1 | 1–1 | 1–0 | 1–1 | 0–1 | 1–1 |     | 0–0 |
| Westerlo       | 1–3 | 0–3 | 4–2 | 0–1 | 0–1 | 2–0 | 1–1 | 1–3 | 1–0 | 2–3 | 0–3 | 3–0 | 1–3 | 3–3 | 2–1 |     |

### Bảng thắng bại
- T = Thắng, H = Hòa, B = Bại
- () = Trận đấu bị hoãn
- (T), (H), (B) = Trận đấu bù với kết quả; Trận đấu bù được ghi trong cột nào, ví dụ cột số 8 có nghĩa là đã thi đấu sau vòng 8 và trước vòng 9.

| Đội        | 1 | 2 | 3 | 4 | 5  | 6 | 7 | 8     | 9 | 10 | 11 | 12 | 13 | 14 | 15 | Đội        | 16 | 17 | 18 | 19 | 20 | 21 | 22 | 23 | 24 | 25 | 26 | 27 | 28 | 29 | 30 | Đội        |
| ---------- | - | - | - | - | -- | - | - | ----- | - | -- | -- | -- | -- | -- | -- | ---------- | -- | -- | -- | -- | -- | -- | -- | -- | -- | -- | -- | -- | -- | -- | -- | ---------- |
| Anderlecht | B | T | T | T | T  | H | H | H     | T | T  | B  | T  | T  | H  | T  | Anderlecht | T  | H  | H  | T  | T  | H  | H  | H  | T  | T  | T  | T  | T  | T  | B  | Anderlecht |
| Antwerp    | T | B | T | H | () | H | T | H (H) | H | T  | B  | B  | T  | T  | H  | Antwerp    | T  | T  | H  | H  | B  | T  | B  | T  | T  | T  | B  | H  | T  | T  | H  | Antwerp    |
| Cercle     | B | T | B | T | T  | T | B | B     | B | T  | T  | T  | B  | H  | T  | Cercle     | B  | B  | T  | T  | B  | H  | H  | B  | T  | T  | H  | T  | B  | H  | T  | Cercle     |
| Charleroi  | H | B | H | H | B  | H | B | T     | B | T  | T  | B  | B  | B  | T  | Charleroi  | H  | B  | H  | B  | T  | B  | B  | T  | B  | B  | H  | B  | T  | H  | B  | Charleroi  |
| Club       | H | T | T | T | () | B | T | H (H) | H | B  | B  | T  | B  | H  | T  | Club       | T  | H  | T  | T  | H  | T  | T  | H  | B  | T  | H  | B  | T  | T  | B  | Club       |
| Eupen      | H | T | B | T | T  | B | B | B     | B | B  | B  | T  | H  | B  | B  | Eupen      | H  | B  | B  | B  | B  | T  | T  | B  | B  | B  | B  | B  | B  | T  | B  | Eupen      |
| Genk       | T | B | T | H | () | H | T | H (H) | H | H  | T  | T  | B  | T  | B  | Genk       | H  | T  | T  | B  | T  | H  | H  | B  | B  | H  | T  | T  | B  | T  | H  | Genk       |
| Gent       | T | T | T | H | () | T | H | T (H) | H | H  | B  | T  | T  | H  | H  | Gent       | H  | T  | B  | T  | T  | B  | H  | B  | B  | B  | T  | H  | B  | H  | T  | Gent       |
| Kortrijk   | B | B | B | B | H  | B | H | B     | T | B  | T  | B  | H  | B  | B  | Kortrijk   | H  | B  | B  | B  | B  | T  | H  | H  | T  | B  | B  | B  | T  | B  | T  | Kortrijk   |
| Mechelen   | H | B | B | T | T  | T | B | B     | H | B  | B  | B  | H  | T  | T  | Mechelen   | B  | H  | B  | T  | B  | T  | T  | H  | T  | H  | T  | T  | T  | T  | B  | Mechelen   |
| Leuven     | H | B | B | H | B  | T | H | T     | B | B  | T  | B  | B  | B  | B  | Leuven     | B  | H  | B  | B  | T  | H  | H  | T  | T  | B  | H  | H  | B  | B  | T  | Leuven     |
| Molenbeek  | B | T | T | B | () | H | T | H (B) | H | B  | H  | B  | H  | T  | B  | Molenbeek  | H  | B  | T  | B  | B  | B  | B  | B  | H  | B  | B  | H  | B  | B  | B  | Molenbeek  |
| Union SG   | T | T | T | B | () | H | B | T (T) | T | T  | T  | T  | T  | T  | H  | Union SG   | T  | T  | T  | T  | H  | T  | H  | T  | T  | H  | T  | T  | T  | H  | H  | Union SG   |
| Truiden    | T | T | B | H | B  | H | T | H     | H | B  | B  | T  | H  | H  | H  | Truiden    | T  | H  | B  | T  | H  | B  | H  | T  | B  | T  | B  | T  | B  | B  | T  | Truiden    |
| Standard   | B | B | H | B | H  | H | T | H     | T | T  | T  | B  | H  | B  | T  | Standard   | B  | H  | H  | B  | H  | B  | H  | B  | H  | T  | B  | B  | T  | B  | T  | Standard   |
| Westerlo   | H | B | B | B | B  | B | B | H     | H | T  | H  | B  | T  | H  | B  | Westerlo   | B  | T  | T  | H  | T  | B  | H  | T  | B  | H  | T  | B  | B  | B  | H  | Westerlo   |
| Đội        | 1 | 2 | 3 | 4 | 5  | 6 | 7 | 8     | 9 | 10 | 11 | 12 | 13 | 14 | 15 | Đội        | 16 | 17 | 18 | 19 | 20 | 21 | 22 | 23 | 24 | 25 | 26 | 27 | 28 | 29 | 30 | Đội        |

## Vòng Play-off

### Play-off Vô địch (Play-off I)
Vòng play-off I sẽ quyết định nhà vô địch chung cuộc của giải đấu. Sáu đội đứng đầu của mùa giải thông thường sẽ thi đấu vòng tròn một lượt, mỗi đội bắt đầu với một nửa số điểm có được trong mùa giải thông thường. Điểm xuất phát được làm tròn, trong trường hợp bằng nhau về thứ hạng khi kết thúc Vòng play-off I, bất kỳ nửa số điểm nào đạt được sẽ bị trừ trước. Điểm của Anderlecht, Club Brugge, Cercle Brugge và Genk đã được làm tròn nên trong trường hợp bằng điểm, Union SG và Antwerp sẽ luôn xếp trên 4 đội đó.
Bốn đội đứng đầu sau khi kết thúc Vòng play-off I sẽ đủ điều kiện tham dự bóng đá châu Âu, còn đội đứng thứ năm đối đầu với đội thắng ở Vòng play-off II (Play-off châu Âu) để giành tấm vé cuối cùng.
| VT | Đội             | ST | T | H | B | BT | BB | HS  | Đ  | Giành quyền tham dự hoặc xuống hạng         |  | CLU | USG | AND | CER | GNK | ANT |
| -- | --------------- | -- | - | - | - | -- | -- | --- | -- | ------------------------------------------- |  | --- | --- | --- | --- | --- | --- |
| 1  | Club Brugge (C) | 10 | 7 | 3 | 0 | 21 | 6  | +15 | 50 | Tham dự vòng đấu hạng Champions League      |  | —   | 2–2 | 3–1 | 0–0 | 4–0 | 3–0 |
| 2  | Union SG (K, W) | 10 | 4 | 2 | 4 | 17 | 12 | +5  | 49 | Tham dự vòng sơ loại thứ 3 Champions League |  | 1–2 | —   | 0–0 | 2–3 | 2–0 | 4–1 |
| 3  | Anderlecht      | 10 | 4 | 2 | 4 | 12 | 12 | 0   | 46 | Tham dự vòng play-off Europa League         |  | 0–1 | 2–1 | —   | 3–0 | 2–1 | 1–0 |
| 4  | Cercle Brugge   | 10 | 3 | 4 | 3 | 13 | 13 | 0   | 37 | Tham dự vòng sơ loại thứ 2 Europa League    |  | 1–1 | 1–2 | 1–1 | —   | 4–1 | 0–1 |
| 5  | Genk            | 10 | 4 | 1 | 5 | 8  | 17 | −9  | 37 | Tham dự vòng play-off bóng đá châu Âu       |  | 0–3 | 1–0 | 2–1 | 1–1 | —   | 1–0 |
| 6  | Antwerp         | 10 | 2 | 0 | 8 | 7  | 18 | −11 | 32 |                                             |  | 1–2 | 0–3 | 3–1 | 1–2 | 0–1 | —   |

1. 1 2  Ở mùa giải thông thường Cercle Brugge đứng thứ  5 còn Genk đứng thứ 6.
2. ↑  Union SG đủ điều kiện tham dự vòng play-off Europa League nhờ vô địch Cúp quốc gia Bỉ 2023–24. Vị trí tham dự vòng loại thứ hai Europa League và suất đá play-off giải đấu châu Âu sẽ được chuyển cho hai đội có thứ hạng cao nhất tiếp theo không đủ điều kiện tham dự các giải đấu châu Âu.

### Play-off châu Âu (Play-off II)
Vòng Play-off II sẽ được thi đấu bởi các đội ở vị trí từ 7 đến 12 khi kết thúc Mùa giải thông thường. Các đội thi đấu vòng tròn một lượt, mỗi đội xuất phát với một nửa số điểm có được trong mùa giải thông thường. Điểm xuất phát được làm tròn, trong trường hợp bằng nhau về thứ hạng sau khi kết thúc Vòng play-off II, bất kỳ nửa số điểm nào đạt được sẽ bị trừ trước. Điểm của Gent, Mechelen và OH Leuven đã được làm tròn, và do đó trong trường hợp bằng điểm, Sint-Truiden, Standard Liège và Westerlo sẽ luôn xếp trước ba đội đó.
Đội đứng đầu Vòng Play-off II sẽ thi đấu với đội đứng thứ năm Vòng Play-off I để quyết định đội nào đủ điều kiện tham dự bóng đá Châu Âu.
| VT | Đội            | ST | T | H | B | BT | BB | HS  | Đ  | Giành quyền tham dự hoặc xuống hạng   |     | GNT | MEC | STR | OHL | WES | STA |
| -- | -------------- | -- | - | - | - | -- | -- | --- | -- | ------------------------------------- | --- | --- | --- | --- | --- | --- | --- |
| 1  | Gent (O)       | 10 | 8 | 0 | 2 | 27 | 10 | +17 | 48 | Tham dự vòng play-off bóng đá châu Âu |     | —   | 3–1 | 2–0 | 0–1 | 3–2 | 5–1 |
| 2  | Mechelen       | 10 | 5 | 1 | 4 | 20 | 18 | +2  | 39 |                                       |     | 2–4 | —   | 2–3 | 3–0 | 3–2 | 3–2 |
| 3  | Sint-Truiden   | 10 | 3 | 4 | 3 | 14 | 15 | −1  | 33 |                                       | 0–2 | 2–1 | —   | 1–1 | 2–0 | 3–3 |     |
| 4  | OH Leuven      | 10 | 4 | 3 | 3 | 12 | 12 | 0   | 30 |                                       | 2–1 | 2–3 | 1–0 | —   | 1–2 | 3–1 |     |
| 5  | Westerlo       | 10 | 2 | 3 | 5 | 17 | 20 | −3  | 24 |                                       | 3–0 | 0–2 | 2–2 | 1–1 | —   | 3–3 |     |
| 6  | Standard Liège | 10 | 0 | 5 | 5 | 12 | 27 | −15 | 22 |                                       | 1–4 | 0–0 | 1–1 | 0–0 | 0–5 | —   |     |

1. ↑  Trận đấu giữa Standard và Westerlo ngày 10/5/2024 không thể diễn ra vì những người ủng hộ Standard đã ngăn cản xe buýt của Standard khởi hành đến sân vận động. Hiện nay Hiệp hội bóng đá Hoàng gia Bỉ sẽ quyết định xem ai là người có lỗi và liệu Westerlo sẽ thắng trận đấu với tỷ số phạt đền hay trận đấu sẽ được đá lại. Vào ngày 28 tháng 5, người ta đã đưa ra quyết định rằng Standard thua Westerlo 0-5.[41]

### Play-off giải đấu châu Âu
Trận đấu đơn giữa đội đứng thứ 5 Play-off Vô địch Genk và Gent, đội thắng ở Play-off châu Âu, với lợi thế sân nhà thuộc về đội đến từ Play-off Vô địch. Đội thắng sẽ được tham dự giải đấu bóng đá châu Âu.
Thông thường đội thứ tư ở vòng Play-off Vô địch sẽ đối đầu với đội thắng ở Play-off châu Âu, nhưng vì Union SG đã giành được Cúp quốc gia Bỉ 2023–24 vào ngày 9/5/2024 và đã được đảm bảo về đích trong top 4 nên đội đứng thứ năm của vòng Play-off Vô địch sẽ đối đầu với Gent.
| Genk | 0–1 | Gent            |
| ---- | --- | --------------- |
|      |     | - Hjulsager 60' |

### Play-off trụ hạng
Bốn đội đứng cuối mùa giải thông thường sẽ chơi Vòng play-off trụ hạng, một giải đấu vòng tròn một lượt mà họ bắt đầu với toàn bộ số điểm có được trong mùa giải thông thường. Sau khi kết thúc Vòng play-off trụ hạng, đội đứng đầu sẽ được ở lại giải bóng đá vô địch quốc gia Bỉ, hai đội xếp ở vị trí thứ ba và thứ tư  sẽ phải xuống hạng Challenger Pro League 2024–25, đội đứng ở vị trí thứ hai phải thi đấu với đội thắng trong trận Play-off thăng hạng, và đội thắng ở trận đấu này sẽ được thi đấu ở Giải bóng đá vô địch quốc gia Bỉ 2024–25.
| VT | Đội               | ST | T | H | B | BT | BB | HS | Đ  | Giành quyền tham dự hoặc xuống hạng |  | CHA | KVK | RWD | EUP |
| -- | ----------------- | -- | - | - | - | -- | -- | -- | -- | ----------------------------------- |  | --- | --- | --- | --- |
| 1  | Charleroi (U)     | 6  | 5 | 1 | 0 | 11 | 4  | +7 | 45 |                                     |  | —   | 3–1 | 0–0 | 1–0 |
| 2  | Kortrijk (O)      | 6  | 2 | 1 | 3 | 7  | 10 | −3 | 31 | Tham dự Play-off thăng/xuống hạng   |  | 1–2 | —   | 2–4 | 1–0 |
| 3  | RWD Molenbeek (R) | 6  | 2 | 1 | 3 | 8  | 9  | −1 | 30 | Xuống hạng Challenger Pro League    |  | 1–3 | 0–1 | —   | 3–1 |
| 4  | Eupen (R)         | 6  | 1 | 1 | 4 | 5  | 8  | −3 | 28 | Xuống hạng Challenger Pro League    |  | 1–2 | 1–1 | 2–0 | —   |

### Play-off lên/xuống hạng
Vòng play-off dự thăng hạng được tranh tài bởi các đội xếp ở vị trí từ thứ 3 đến thứ 6 tại Challenger Pro League 2023–24, các đội gặp nhau trong một giải đấu loại trực tiếp với cả hai trận bán kết và một trận chung kết theo thể thức hai lượt và đội có vị trí cao hơn luôn có lợi thế thi đấu sân nhà ở trận lượt về. Đội chiến thắng trong trận chung kết này sẽ thi đấu với đội đứng thứ 14 của Giải bóng đá vô địch quốc gia Bỉ 2023–24 qua hai lượt trận. Đội ở giải vô địch quốc gia có lợi thế sân nhà trong trận lượt về; và đội thắng sau 2 lượt trận sẽ thi đấu ở Giải bóng đá vô địch quốc gia Bỉ 2024–25, đội thua thi đấu ở Challenger Pro League 2024–25.
| Lommel | 0–1 | Kortrijk          |
| ------ | --- | ----------------- |
|        |     | Kadri 14' (ph.đ.) |

| Kortrijk                               | 4–2 (s.h.p.) | Lommel                           |
| -------------------------------------- | ------------ | -------------------------------- |
| - Ambrose 96', 101', 117' - Silva 109' |              | - Rosa 3' - Schoofs 105' (ph.đ.) |

Kortrijk thắng chung cuộc 5–2 và trụ hạng thành công.

## Thống kê mùa giải
Mặc dù các đội không thi đấu cùng số trận do phải đá play-off, nhưng bàn thắng trong trận play-off vẫn được tính để xác định vua phá lưới.

### Ghi bàn hàng đầu
Tính đến ngày 26/5/2024
| Hạng | Cầu thủ            | Câu lạc bộ     | Số bàn thắng |
| ---- | ------------------ | -------------- | ------------ |
| 1    | Kévin Denkey       | Cercle Brugge  | 27           |
| 2    | Anders Dreyer      | Anderlecht     | 19           |
| 3    | Mohammed Amoura    | Union SG       | 18           |
| 3    | Igor Thiago        | Club Brugge    | 18           |
| 5    | Gustaf Nilsson     | Union SG       | 16           |
| 6    | Tarik Tissoudali   | Gent           | 15           |
| 6    | Aboubakary Koita   | Sint-Truiden   | 15           |
| 6    | Kasper Dolberg     | Anderlecht     | 15           |
| 9    | Andreas Skov Olsen | Club Brugge    | 14           |
| 10   | Nicolas Madsen     | Westerlo       | 13           |
| 11   | Isaak Davies       | Kortrijk       | 12           |
| 11   | Tolu Arokodare     | Genk           | 12           |
| 11   | Wilfried Kanga     | Standard Liège | 12           |
| 14   | Makhtar Gueye      | RWD Molenbeek  | 11           |
| 14   | Omri Gandelman     | Gent           | 11           |
| 14   | Vincent Janssen    | Antwerp        | 11           |
| 14   | Cameron Puertas    | Union SG       | 11           |

### Hat-trick
- H (= Home): Sân nhà
- A (= Away): Sân khách
- 4 : ghi 4 bàn

| Cầu thủ          | Câu lạc bộ    | Đối đầu với   | Tỷ số   | Ngày                    |
| ---------------- | ------------- | ------------- | ------- | ----------------------- |
| Vincent Janssen  | Antwerp       | Kortrijk      | 6–0 (H) | Vòng 3 ngày 12/8/2023   |
| Aboubakary Koita | Sint-Truiden  | Genk          | 3–3 (A) | Vòng 8 ngày 24/9/2023   |
| Kévin Denkey     | Cercle Brugge | OH Leuven     | 3–2 (H) | Vòng 10 ngày 7/10/2023  |
| Anders Dreyer    | Anderlecht    | OH Leuven     | 5–1 (H) | Vòng 12 ngày 28/10/2023 |
| Igor Thiago      | Club Brugge   | RWD Molenbeek | 6–1 (A) | Vòng 19 ngày 22/12/2023 |
| Omri Gandelman4  | Gent          | Charleroi     | 5–0 (H) | Vòng 30 ngày 17/3/2024  |

### Kiến tạo hàng đầu
Tính đến ngày 26/5/2024
| Hạng | Cầu thủ                | Câu lạc bộ     | Số kiến tạo |
| ---- | ---------------------- | -------------- | ----------- |
| 1    | Cameron Puertas        | Union SG       | 17          |
| 2    | Maxim De Cuyper        | Club Brugge    | 10          |
| 3    | Anders Dreyer          | Anderlecht     | 9           |
| 3    | Kawabe Hayao           | Standard Liège | 9           |
| 5    | Hans Vanaken           | Club Brugge    | 8           |
| 5    | Rob Schoofs            | Mechelen       | 8           |
| 5    | Tarik Tissoudali       | Gent           | 8           |
| 8    | Jarne Steuckers        | Sint-Truidense | 7           |
| 8    | Youssef Maziz          | OH Leuven      | 7           |
| 8    | Jón Dagur Þorsteinsson | OH Leuven      | 7           |
| 8    | Kerim Mrabti           | Mechelen       | 7           |
| 8    | Théo Leoni             | Anderlecht     | 7           |

### Số trận giữ sạch lưới
Tính đến ngày 26/5/2024
| Hạng | Cầu thủ             | Đội           | Số trận thi đấu | Số trận sạch lưới | Tỷ lệ |
| ---- | ------------------- | ------------- | --------------- | ----------------- | ----- |
| 1    | Maarten Vandevoordt | Genk          | 40              | 13                | 33%   |
| 2    | Jean Butez          | Antwerp       | 31              | 12                | 39%   |
| 3    | Warleson            | Cercle Brugge | 40              | 12                | 30%   |
| 4    | Gaëtan Coucke       | Mechelen      | 36              | 11                | 31%   |
| 5    | Anthony Moris       | Union SG      | 39              | 11                | 28%   |
| 6    | Simon Mignolet      | Club Brugge   | 32              | 11                | 34%   |

### Kỷ luật

#### Cầu thủ[49]
- Nhận nhiều thẻ vàng nhất: 12
  -  Hannes Van der Bruggen (Cercle Brugge)
- Nhận nhiều thẻ đỏ nhất: 3
  -  Christopher Bonsu Baah (Genk)

#### Câu lạc bộ[50][51]
- Nhận nhiều thẻ vàng nhất: 93
  - Union SG
- Nhận ít thẻ vàng nhất: 49
  - Gent
- Nhận nhiều thẻ đỏ nhất: 7
  - Genk
- Nhận ít thẻ đỏ nhất: 1
  - Mechelen
  - Sint-Truiden